# Francisco Carrasquer
Francisco Carrasquer Launed (Albalate de Cinca, 1915 - Tárrega, 7 de agosto de  2012) fue un poeta, ensayista y traductor español.

## Biografía
Su infancia transcurrió en Albalate de Cinca (Aragón). Participó en la guerra civil española en primera línea, en la Columna Durruti. Sus hermanos también fueron destacados militantes anarcosindicalistas, como el pedagogo libertario Félix Carrasquer. Al terminar la guerra, pasó siete meses en un campo de concentración en Francia. En 1943 regresó a España clandestinamente hasta que fue detenido en Sort, encarcelado por su militancia y enviado como soldado a África durante tres años.
En 1948 publicó su primera novela, Manda el corazón. Un año después decidió abandonar el país y se exilió, primero en Francia, donde se licenció en Psicología por la Universidad de la Sorbona, y, después, en los Países Bajos. Durante su estancia en el extranjero se doctoró en Lengua y Literatura Hispánicas. Regresó del exilio en 1985 y se instaló en la ciudad de Tárrega.
Durante su vida ejerció como profesor universitario, traductor (publicó más de un centenar de libros) y escritor. Aparte de ser un gran estudioso de la obra de Ramón J. Sender, fue responsable de varias antologías de poesía neerlandesa.
En 2006 fue distinguido con el Premio de las Letras Aragonesas que concede el gobierno autonómico de Aragón.

## Obras
- Manda el corazón Barcelona: Bruguera, 1948
- Cantos rodados. Amsterdam,1956
- Baladas del alba bala Santander: La Isla de los Ratones, 1960 (2a. ed.: Madrid: Bartleby, 2001)
- Víspera Barcelona: Saturno, 1969
- Felipe Alaiz. Estudio y antología del primer escritor anarquista español, 1961
- Imán y la novela histórica de Sender London: Tamesis Books, 1970
- La verdad de Ramón J. Sender Leiden: Cinca, 1982
- Nada más realista que el anarquismo Móstoles: Madre Tierra, 1991
- El grito del sentido común Madrid: Libertarias, 1994
- La integral de ambos mundos: Sender Zaragoza: Prensas Universitarias, 1994
- Holanda al español Madrid: Libertarias, 1995
- Palabra bajo protesta (antología poética) Huesca: Instituto de Estudios Altoaragoneses, 1999
- Ramón J. Sender, el escritor del siglo XX Lleida: Milenio, 2001
- Sender en su siglo: antología de textos críticos sobre Ramón J. Sender Huesca: Instituto de Estudios Altoaragoneses, 2001
- Ascaso y Zaragoza, dos pérdidas: la pérdida Zaragoza: Alcaraván, 2003
- El altruísmo del superviviente Zaragoza: Centro del Libro de Aragón, 2007
- Pondera, ¡que algo queda! Zaragoza: Alcaraván, 2007
- Servet, Spinoza y Sender: miradas de eternidad Zaragoza: Prensas Universitarias, 2007